# Omzendbrief-Peeters
De omzendbrief-Peeters (nr. BA 97/22) is een omzendbrief die de regeling van het taalgebruik in gemeentebesturen van het Nederlandse taalgebied preciseert. Hij is op 16 december 1997 door toenmalig Vlaams minister van Binnenlandse Aangelegenheden Leo Peeters naar de gouverneurs van de Vlaamse provincies gestuurd. Het meest controversieel zijn de passages met betrekking tot de faciliteitengemeenten in Vlaamse Rand rond Brussel en aan de taalgrens, waarin de taalfaciliteiten – het recht van de bevolking om op verzoek gemeentelijke diensten in een andere dan de bestuurstaal te ontvangen – restrictief en strikt worden geïnterpreteerd, in de geest van het uitzonderlijk en uitdovend karakter van deze faciliteiten, met als doel verdere verfransing tegen te gaan.
Hij is later aangevuld met de omzendbrief-Martens dat eenzelfde regeling beschrijft voor de dienstverlening door de Openbare Centra voor Maatschappelijk Welzijn, en herbevestigd door de omzendbrief-Keulen.

## Wettelijke achtergrond
België omvat vier taalgebieden: het Nederlandse taalgebied, het Franse taalgebied, het tweetalige gebied Brussel-Hoofdstad en het Duitse taalgebied. Gemeenten binnen een specifiek taalgebied zijn gebonden aan strikte voorschriften inzake taalgebruik.
Na het vastleggen van de taalgrens werden echter faciliteiten ingesteld in gemeenten waar de taalminderheid groter was dan 30 percent. Gemeenten waar dit van toepassing is noemt men faciliteitengemeenten. Deze blijven evenwel integraal tot een eentalig taalgebied behoren. De taalgrens kan enkel door een wet met bijzondere meerderheid gewijzigd worden.  In deze gemeenten kan de particuliere bevolking op verzoek de gemeentelijke diensten in de gefaciliteerde taal verkrijgen. Er blijft echter een grondwettelijke waarborg gelden dat de taal van het officieel eentalige gebied voorrang krijgt ten aanzien van de taal die gefaciliteerd wordt.
Volgens het standpunt van de Vlaamse partijen zijn faciliteiten een uitzonderingsmaatregel met als doel de integratie in de gemeente te bevorderen en te vergemakkelijken (te “faciliteren”). Nog volgens hen is er sprake van een uitdovend karakter: na verloop van tijd zouden personen die gebruikmaken van de faciliteiten zich moeten aanpassen aan de bestuurstaal waardoor zij de faciliteiten niet meer nodig hebben en er bijgevolg ook geen gebruik meer van hoeven te maken. De Franstalige partijen zien de faciliteiten echter als een definitieve verworvenheid, als een blijvend recht dat toegekend is aan een minderheid. Ze wijzen erop dat er in de taalwet bestuurszaken die de faciliteiten regelt, geen sprake is van tijdelijkheid. Bovendien is de faciliteitenregeling sinds de Pacificatiewet van 1988 gebetonneerd. Dit betekent dat de taalfaciliteiten in de betrokken gemeenten enkel met een wet met bijzondere meerderheid afgeschaft kunnen worden.
Na verloop van tijd werd dan ook duidelijk dat vooral in de Vlaamse faciliteitengemeenten de faciliteiten niet werden gebruikt voor integratie, maar integendeel door steeds meer nieuwe bewoners – hoofdzakelijk Franstalige inwijkelingen uit Brussel, door suburbanisatie uit het Brussels Hoofdstedelijk Gewest – werden aangevraagd.

## Inhoud
De Vlaamse Overheid zag deze ontwikkelingen als ongewenst, en besloot via een omzendbrief de gemeenten op te dragen de taalfaciliteiten voortaan strikt volgens (de Vlaamse interpretatie van) de taalwet toe te passen.
Het belangrijkste voorschrift in de omzendbrief is de bepaling dat Franstaligen voortaan telkens opnieuw moeten verzoeken om van het recht op een anderstalige dienst gebruik te mogen maken. Voordien werd dit automatisch verleend: als de burger ooit eenmalig te kennen had gegeven de gemeentelijke diensten in het Frans te willen gebruiken, kreeg hij in het vervolg automatisch alle papieren in het Frans. Sinds de omzendbrief-Peeters moeten de faciliteitengemeenten alle documenten aan alle burgers standaard in het Nederlands versturen, waarna mensen die dat wensen zélf en voor elk document opnieuw moeten verzoeken om een Franse vertaling. Voor het aanvragen van documenten op het gemeentehuis: akten, getuigschriften, verklaringen, machtigingen en vergunningen geldt in de taalgrensgemeenten dat ze in het Nederlands worden opgesteld en uitgegeven, waarna de burger na afloop kan verzoeken om een vertaling. In de randgemeenten kan de burger vooraf verzoeken om een in het Frans opgesteld document.
Verder zet de omzendbrief uiteen welke regelingen er volgens de taalwetgeving gelden voor het intern bestuur van een faciliteitengemeente en haar plaatselijke openbare diensten. Hier dient steeds het Nederlands te worden gebruikt, zowel door bestuurders en volksvertegenwoordigers als door ambtenaren. Zo is het niet toegestaan in vergaderingen van de gemeenteraad of het college van burgemeester en schepenen een andere taal dan Nederlands te spreken.

## Kritiek
De omzendbrief-Peeters wordt bekritiseerd door de Franstalige inwoners van de faciliteitengemeenten en, meer in het algemeen, door de Franstalige politici uit Wallonië en het Brussels Hoofdstedelijk Gewest, uit de verschillende politieke partijen. Vooral voor het FDF is deze omzendbrief een doorn in het oog. Zij argumenteren dat de omzendbrief ingaat tegen de geest van de taalwet bestuurszaken, en deze significant wijzigt (wat normaal enkel met een bijzondere wet kan). Ze wijzen erop dat de tekst van de taalwet vrij gelijkluidend is voor de faciliteitengemeenten als voor de gemeenten in het tweetalig taalgebied Brussel-Hoofdstad.
De bezwaren van de Franstaligen zijn vooral gebaseerd op de overtuiging dat de faciliteiten een grondwettelijk recht zijn, voortgekomen uit de erkenning van de aanwezigheid van een Franstalige minderheid in Vlaanderen; en dat de integratie tot Nederlandstalige burgers niet van deze minderheid geëist mag worden. Ook Franstalige inwijkelingen zouden het recht hebben om in hun taal door het bestuur geholpen te worden. Dat zou deel uitmaken van het persoonsrecht (“droit des gens”) van vrij taalgebruik van de Franstalige, daar waar Vlamingen (en de hoogste gerechtelijke instanties) taalgebruik in bestuurszaken steeds linken met het territorialiteitsbeginsel of bodemrecht (“droit du sol”).
De verplichting telkens opnieuw te moeten verzoeken om van faciliteiten gebruik te mogen maken, wordt door de Franstalige inwoners van de faciliteitengemeenten ervaren als bureaucratische pesterijen. De Franstaligen klagen over onnodige moeilijkheden in hun dagelijkse leven, en van schendingen van hun rechten als minderheid. Toen Karel De Gucht voorzitter was van de VLD, heeft hij de omzendbrief een voorbeeld van pestgedrag genoemd.

## Juridische strijd
Hoewel ze op het grondgebied van het Vlaams Gewest geen bevoegdheid hebben, voerden de Franse Gemeenschap en het Waals Gewest samen met een Franstalige inwoonster en de Franstalige gemeentebesturen van enkele faciliteitengemeenten een jarenlange juridische strijd met bezwaarprocedures tegen de omzendbrief.
Hoewel het advies van de auditeur anders luidde, vernietigde (een Nederlandstalige kamer van) de Raad van State uiteindelijk de omzendbrief niet, overwegende dat een ruime interpretatie van de faciliteiten (wat verdedigd wordt door de Franstaligen) immers in wezen zou leiden tot een stelsel van tweetaligheid, waarbij de taalvoorkeur van personen zelfs in bestanden wordt vastgelegd, wat een ongrondwettelijke situatie zou zijn.
Daarenboven is ook de vraag of de interpretatie van de taalwet, waarbij aan burgemeester en schepenen niet toegestaan wordt om een andere taal dan het Nederlands te gebruiken, al dan niet de Grondwet schendt, aan het toenmalig Arbitragehof voorgelegd. Het Hof heeft voor recht gezegd dat de Grondwet (artikelen 10 en 11) niet geschonden is.
De omzendbrief-Peeters is dus nog steeds van kracht. De regeling is nog eens herbevestigd en verduidelijkt door de omzendbrief-Keulen, waarin ook de relevante gerechtelijke uitspraken netjes worden geciteerd.
Medio juli 2008 velde de Raad van State een arrest waarin de rondzendbrief Peeters geduid werd als de enige juiste interpretatie van de taalwet voor de 6 faciliteitengemeenten rond het Brussels Hoofdstedelijk Gewest. Het arrest argumenteert dat de Vlaamse regering en zij alleen bevoegd is de taalwet te interpreteren in deze materie. De interpretatie is conform de wet, daarbuiten kan geen andere interpretatie gelden, aldus het arrest. Het arrest preciseert nog dat de interpretatie die Wezembeek-Oppem in zijn klacht verdedigt, zou neerkomen op het geven van de status van tweetaligheid aan die gemeente.